# Intereconomia.com
Radio Intereconomía es una cadena radiofónica española que emite una programación temática, especializada en la información económica. Inició sus emisiones en 1994 y forma parte de Intereconomía Corporación.

## Historia
Impulsada por el empresario Jesús Gasulla, Radio Intereconomía inició sus emisiones en Madrid el 7 de octubre de 1994, utilizando la frecuencia modulada de Radio Vinilo, emisora propiedad de Radio Intercontinental. A principios de 1995, tras un acuerdo entre Gasulla y Antonio Asensio, la emisora fue adquirida por Monte Cañaveral S.L. (propiedad en un 80 % del Grupo Zeta), empresa editora de las publicaciones económicas La Gaceta de los Negocios y Dinero. 
En 1997, con la llegada de Julio Ariza Irigoyen, se inicia una etapa de crecimiento, extendiéndose como cadena con frecuencias por toda España. Así mismo, la adquisición de otros medios, como la agencia Fax Press o la revista Época, dan origen a la creación del Grupo Intereconomía.
En 2003 uno de los programas más veteranos de la emisora, Capital, dirigido y presentado por Luis Vicente Muñoz, fue distinguido con el Premio Ondas.
En marzo de 2008 se inicia la emisión como canal de radio en la televisión digital terrestre por el multiplexor compartido en el canal 66 con cobertura nacional y también emite mediante la radio digital DAB por el múltiplex MF-I
Definitivamente a partir del 13 de febrero de 2014 las siguientes emisoras coincidiendo con el cierre a nivel nacional en abierto en la TDT de Intereconomía TV: Radio Intercontinental, Radio Intereconomía y Interpop Radio, se han fusionado en una única emisora llamada Radio Inter.
El 13 de febrero de 2014 deja de emitir en TDT a través de frecuencia nacional en abierto.

## Programación
Emite una programación especializada en la información económica (evolución de los mercados financieros de todo el mundo en tiempo real, programas destinados al mundo de la empresa, etc.), intercalada con información de actualidad y con el estilo de vida de los empresarios,
directivos y profesionales. La información económica y financiera, se combina también con la información general (política, cultural, social...) y otros contenidos de entretenimiento. Uno de sus programas líderes es Capital de Intereconomía presentado, desde septiembre de 2013, por la periodista Susana Criado. Este programa ha aumentado un 10% su audiencia desde septiembre. Entre su parrilla se encuentra "La Singladura", "Cierre de Mercados" que analiza el cierre de la jornada bursátil y para acabar el día "Visión Global". 

## Audiencia
Radio Intereconomía se dirige a un público muy definido, con contenidos destinados a empresarios, directivos, profesionales autónomos, personas con intereses en la economía y el acontecer financiero. En el último EGM su programa matinal, Capital Intereconomía, presentado por Susana Criado se reafirmó como el programa líder de la radio económica en España. Además creció la audiencia de todos sus programas. 